# Odbor stalnih predstavnikov
Za Odbor stalnih predstavnikov OIC glej Odbor stalnih predstavnikov OIC .
Odbor stalnih predstavnikov (kratica COREPER, ki izhaja iz francoskega poimenovanja Co mité des re présentants per manents) v Evropski uniji, ki ga sestavljajo vodje ali namestnik vodij diplomatskih predstavništev držav članic EU v Bruslju.
Vloga COREPER-ja je priprava dnevnega reda ministrskega zasedanja Sveta Evropske unije; lahko sprejme tudi nekaj postopkovnih odločitev. Nadzira in usklajuje delo približno 250 odborov in delovnih skupin, sestavljenih iz javnih uslužbencev iz držav članic, ki delajo na vprašanjih na tehnični ravni, o katerih pozneje razpravljata COREPER in Svet Evropske unije. Predseduje mu predsedstvo Sveta Evropske unije.
Dejansko obstajata dva odbora:
- COREPER I: sestavljajo ga namestniki vodij misij in se v glavnem ukvarjajo s socialnimi in ekonomskimi vprašanji;[2]
- COREPER II: sestavljajo ga vodje misij (izredni in pooblaščeni veleposlaniki) in se v glavnem ukvarja s političnimi, finančnimi in zunanjepolitičnimi vprašanji.[3]

Prisotni so tudi predstavniki sekretariata Sveta z ustreznih direktoratov in s pravnega direktorata.
Tedenski sestanki potekajo zasebno; dnevni red seje je razdeljen na:
- del "I" (točke I., postavke razporejene brez razprave) in
- del "II" ( točke II., točke, načrtovane za razpravo).

Ministrski program delijo v tri kategorije:
- I točke, ki so informativne narave in odločitev ministrov ni potrebna;
- Točke, pri katerih je odločitev mogoče sprejeti brez razprave (vendar jo je treba odložiti z dnevnega reda tega zasedanja, če katera nacionalna delegacija nasprotuje temu, da se o njej odloča) in je pogosto predmet, ki ni v pristojnosti določene skupine ministrov;
- B točke, kjer je potrebna razprava in odločitev morda ni znana vnaprej.

Točko lahko interno opišemo kot napačno točko B - to daje javnosti vtis kot točko B, da ministri o njej aktivno razpravljajo zaradi njenega pomena, če bi jo dejansko lahko obravnavali kot točko A, ker so pogajanja in kompromisi že potekali v COREPER. Ministri sprejmejo razmeroma malo odločitev o resničnih B točkah: običajno jih pošljejo nazaj na COREPER, dokler jih ne morejo vrniti kot točko A ali lažno B točko .
Razprave in odločitve samega Sveta v postopku soodločanja so za razliko od vseh drugih sej Sveta, vključno s sestanki COREPER in delovne skupine Sveta, javni.
Pravno podlago za COREPER najdemo v 240. členu pogodbe o delovanju Evropske unije.
COREPER I, ki ga sestavljajo namestniki stalnih predstavnikov, pripravlja teren za naslednje sestave Sveta:
- Zaposlovanje, socialna politika, zdravje in potrošniške zadeve;
- Konkurenčnost (notranji trg, industrija, raziskave, vesolje in turizem);
- Promet, telekomunikacije in energetika;
- Kmetijstvo in ribištvo;
- Okolje;
- Izobraževanje, mladina, kultura in šport (vključno z avdiovizualnimi zadevami);

Coreper II, ki ga sestavljajo stalni predstavniki, pripravlja podlage za druge sestave:
- Splošne zadeve
- Zunanje zadeve (vključno z evropsko varnostno in obrambno politiko ter razvojno sodelovanje);
- Gospodarske in finančne zadeve (vključno s proračunom);
- Pravosodje in notranje zadeve (vključno s civilno zaščito).